# Лихачёв, Борис Тимофеевич
Борис Тимофеевич Лихачёв (10 августа 1929 года — 16 августа 1999 года) — советский и российский учёный-педагог, академик АПН СССР (1990), академик РАО (1993).

## Биография
Родился 10 августа 1929 года в Москве.
До 1968 года — преподавал в Вологодском педагогическом институте.
С 1968 по 1970 годы — заместитель начальника Отдела педагогической науки Министерства просвещения СССР.
С 1970 по 1985 годы — директор Научно-исследовательского института художественного воспитания АПН СССР.
С 1985 года — работал в НИИ теории и методики воспитания АПН, с 1992 года — заведующий лабораторией экологической культуры личности в Институте развития личности.
В 1982 году — был избран членом-корреспондентом, а в 1990 году — академиком АПН СССР, в 1993 году — стал академиком РАО, состоял в Отделении философии образования и теоретической педагогики.
Под его руководством и участии исследованы проблемы теории и практики эстетического воспитания, результаты исследования которых обобщены в коллективных монографиях: «Эстетическое воспитание школьников» (1974), «Эстетическое воспитание в школе. Вопросы системного подхода» (1980), «Система эстетического воспитания школьников» (1983) и других.
Борис Тимофеевич Лихачёв умер 16 августа 1999 года.